# Heidi Mohr
Pour les articles homonymes, voir Mohr.
Heidi Mohr est une footballeuse allemande née le 29 mai 1967 à Weinheim et morte le 7 février 2019 qui évoluait au poste d'attaquante. Elle possède 104 sélections en équipe d'Allemagne féminine (83 buts marqués). 

## Biographie
Heidi Mohr connaît sa première sélection en équipe nationale le 27 juillet 1986, à l'occasion d'un match face à la Norvège. Sous les couleurs de son pays elle est sacrée championne d'Europe en 1989 et 1991, et termine finaliste de la Coupe du monde féminine 1995 qui se déroule en Suède. Elle joue son dernier match avec l'Allemagne le 29 septembre 1996 lors d'une rencontre face à l'Islande.
En club, Heidi Mohr joue pour le TuS Ahrbach, puis pour le TuS Niederkirchen avant de terminer sa carrière au 1.FFC Francfort. De 1990 à 1995, elle est la meilleure buteuse du championnat allemand féminin. Elle inscrit ainsi successivement 36, 24, 21, 28 et enfin 24 buts lors de ces cinq saisons.

## Carrière
- 1986-1994 : TuS Niederkirchen
- 1994-1995 : TuS Ahrbach
- 1995-2000 : FFC Francfort  Allemagne

## Palmarès
- Finaliste de la Coupe du monde féminine 1995 avec l'Allemagne
- Vainqueur du Championnat d'Europe 1989 avec l'Allemagne
- Vainqueur du Championnat d'Europe 1991 avec l'Allemagne
- Meilleur buteuse du Championnat d'Allemagne de 1990 à 1995 (133 buts marqués durant ces cinq saisons).